# 퀸 오브 더 사우스 FC

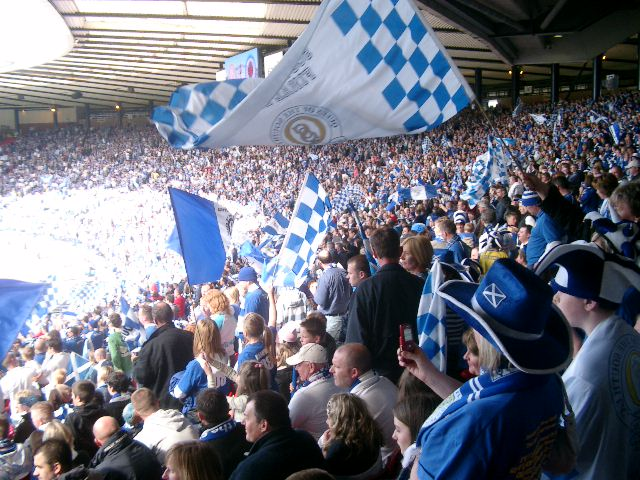

퀸 오브 더 사우스 FC(Queen of the South Football Club, Queen of the South F.C.)는 1919년에 창단된 스코틀랜드 덤프리스의 축구 클럽으로, 현재 스코티시 리그 1에서 활동하고 있다.

## 성적
- 스코틀랜드 풋볼 리그 1부 우승 1회 (1951)
- 스코틀랜드 풋볼 리그 2부 우승 1회 (2002)
- 스코틀랜드 컵 준우승 1회 (2008)
- 스코틀랜드 챌린지 컵 우승 1회 (2002), 준우승 1회 (1997)

## 선수 명단

### 현역
참고: FIFA 자격 규정에 따라 소속된 국가대표팀 국기를 표시합니다. 선수는 복수의 FIFA 비회원국 국적을 가지고 있을 수 있습니다.
| 번호 | 포지션 | 국적     | 이름          |
| ---- | ------ | -------- | ------------- |
| 5    | DF     | 잉글랜드 | 매티 더글러스 |

| 번호 | 포지션 | 국적     | 이름        |
| ---- | ------ | -------- | ----------- |
| 24   | FW     | 잉글랜드 | 해리 맥린든 |